# Mickey Featherstone
Francis T. "Mickey" Featherstone (Nueva York, 2 de septiembre de 1948) es un antiguo mafioso irlandés estadounidense y miembro de los Westies, un grupo de crimen organizado oriundo del barrio de Hell's Kitchen en Manhattan, Nueva York, que fue liderada por James Coonan. Featherstone cometió varios asesinatos antes de ser declarado culpable en 1986 de un asesinato que no cometió. Enfrentándose a una condena de 25 años en prisión, se convirtió en informante del gobierno y ayudó a desactivar la pandilla de Coonan.

## Primeros años
Featherstone nació en la calle 43 oeste, como uno de nueve hijos. Su madre ayudaba a la organización Veterans of Foreign Wars y su padre era un oficial de aduanas. Era rubio y solía decirse que tenía cara de niño . Sirvió en la guerra de Vietnam como miembro de las Boinas Verdes con sólo 17 años luego de mentir sobre su edad. Actuó en combate y fue luego un cajero de intendencia. Para su decepción, fue eliminado de las fuerzas que iban a combatir, se involucró en comportamiento criminal con sus amigos y fue castigado por varias faltas por tomar alcohol. Recibió su baja por cuestiones médicas en 1967 sólo un año después de haber ingresado al ejército señalando que sufría de alucinaciones.

## Regreso a Hell's Kitchen
Cuando un grupo de Nueva Jersey, llamado los "Hermanos Riley", entró a Hell's Kitchen se inició una guerra con los locales. Featherstone regresó con un rifle y disparó a uno de los hermanos, John Riley, en el brazo, por lo que fue arrestado y puesto en libertad bajo palabra. Después de prestarse la pistola de Coonan, mató a Linwood Willis en una pelea fuera de un bar en 1971 pero fue encontrado no culpable debido a locura. Pasó un tiempo en varios hospitales psiquiátricos siendo liberado en 1975. Se escapaba frecuentemente de los hospitales causando que lo trataran con inyecciones de thorazine. Empezó también a pasar tiempo en salones como el Club 596 y Sunbrite que eran escondites de los Westies.

## Los Westies
En 1976, la afición de Featherstone por la violencia y la intimidación llamó la atención de Coonan y pronto Featherstone se convirtió en su mano derecha. Mickey Spillane, el líder mafioso en Hell's Kitchen en ese momento, recibió cinco disparos fuera de su departamento en agosto de 1977, y Featherstone fue arrestado pero absuelto por este asesinato. La policía sospechaba de él por una serie de asesinatos por encargo. Fue juzgado junto con Coonan por el asesinato de un barman, pero fueron absueltos en diciembre de 1979 luego de que un testigo se suicidara y otro se negara a testificar. Su arresto llegó, eventualmente, en febrero de 1982, luego de que utilizara dinero falsificado en un salón de masajes. Fue rastreado porque la masajista recordaba haber visto su nombre tatuado en su antebrazo, y su fue sentenciado a seis años de cárcerl. Featherstone cumplió su condena en el Medical Center for Federal Prisoners en Springfield, Misuri en el pabellón psiquiátrico. Fue un prisionero modelo, visto a diario sacando finas pelusas de su litera perfectamente hecha para pasar la inspección, y discutiendo con otros internos por no lustrar el marco de la puerta. La institución mantuvo a Featherstone trabajando en el pabellón, fuera de la población general, por su propio bien.
Featherstone y Coonan tuvieron un enfrentamiento por la alianza del segundo con la familia criminal Gambino, a la que Featherstone veía como una traición hacia todos los irlandeses estadounidenses en Hell's Kitchen.

### Deserción
Featherstone fue declarado culpable en marzo de 1986 por el asesinato de abril de 1985 de Michael Holly, a pesar de ser inocente de este asesinato en particular que fue probablemente una venganza llevada a cabo por otro miembro de los Westies, Billy Bokun. Recibió impactado su sentencia de 25 años de prisión y concluyó que había sido engañado por su propia pandilla. En vez de cumplir su sentencia, le dijo a los fiscales que Bokun había cometido el asesinato y se convirtió en un informante. Su esposa Sissy cooperó con el fiscal de distrito para grabar conversaciones incriminantes con miembros de la pandilla, incluyendo a Bokun. En septiembre de 1986, el juez Alvin Schlesinger cambió la condena de Featherstone. Su testimonio en el juicio contra Coonandurante 1987 y 1988 ayudó a destruir la pandilla. Él se declaró culpable de un cargo de racketeering y recibió una sentencia suspendida de cinco años del juez Robert W. Sweet debido a su cooperación con las autoridades. Fue liberado en diciembre de 1988 y entró a un programa de protección de testigos.